# Jacques de Lépiney
Pas d'image ? Cliquez ici
Jacques de Lépiney, né Jacques Grandjon de Lépiney le 7 avril 1896 dans le 6e arrondissement de Paris et mort le 6 janvier 1942 à Rabat, est un alpiniste figurant parmi les principaux acteurs de l'alpinisme de difficulté en France durant l'entre-deux-guerres.

## Biographie
Jacques Grandjon de Lépiney naît en 1896 à Paris, fils de Gabriel Henri Grandjon de Lépiney, lieutenant de vaisseau, et de Gabrielle Thomas, son épouse.
Membre du Groupe des Rochassiers qui préludait au Groupe de Bleau, Jacques de Lépiney introduit l'usage des espadrilles à semelle de corde, bien plus pratiques sur les dalles que les chaussures à clou. Il ouvre ainsi en 1914 le premier IV, la Prestat, une fine fissure dans une dalle, au Bas Cuvier (Prestat ayant promis une bouteille de champagne au premier qui la gravirait), et fait la première sans corde des 12 mètres de l'Arête de Larchant (III) de la Dame Jeanne, le plus haut rocher de la forêt de Fontainebleau.
Avec Paul Chevalier et Paul Job Il fonde en 1919 le Groupe de haute montagne (GHM), destiné à promouvoir l'alpinisme de difficulté et l'alpinisme sans guide, en opposition aux activités plus traditionnelles du club alpin français de l'époque. Il est également l'auteur de topos d'alpinisme, en France et au Maroc.
Une des aiguilles de Chamonix, gravie pour la première fois en 1920 par son frère Tom et lui-même, porte le nom de pointe Lépiney. Un refuge du Maroc, le refuge de la Tazaghart, est aussi appelé refuge Jacques de Lépiney.
Jacques de Lépiney meurt à Rabat le 6 janvier 1942 des suites d'une chute de vingt mètres survenue deux jours plus tôt sur un site d'escalade situé près de Rabat.

## Ascensions
- 1913 - Arête sud-est de l'Index des aiguilles Rouges (AD-) avec Tom de Lépiney, J. Le Bec et Alice Agussol, le 16 août
- 1920 - Première ascension de la pointe Lépiney dans les aiguilles de Chamonix avec son frère Tom de Lépiney, le 9 septembre
- 1922 - Arête sud-ouest de l'aiguille du Peigne (3 192 m) avec Pierre Dalloz et Tom De Lépiney (TD, avec la célèbre fissure Lépiney cotée V), le 11 août
- 1923 - Pointe Carmen des aiguilles du Diable avec P. Chevalier et H. Bregeault, le 13 août
- 1924 - Face nord de l'aiguille du Plan avec Jacques Lagarde et Henry de Ségogne